# Mansac
Mansac is een gemeente in het Franse departement Corrèze (regio Nouvelle-Aquitaine). De plaats maakt deel uit van het arrondissement Brive-la-Gaillarde. Mansac telde op 1 januari 2022 1.542 inwoners.

## Geografie
De oppervlakte van Mansac bedroeg op 1 januari 2022 18,4 vierkante kilometer; de bevolkingsdichtheid was toen 83,8 inwoners per km².
De onderstaande kaart toont de ligging van Mansac met de belangrijkste infrastructuur en aangrenzende gemeenten.

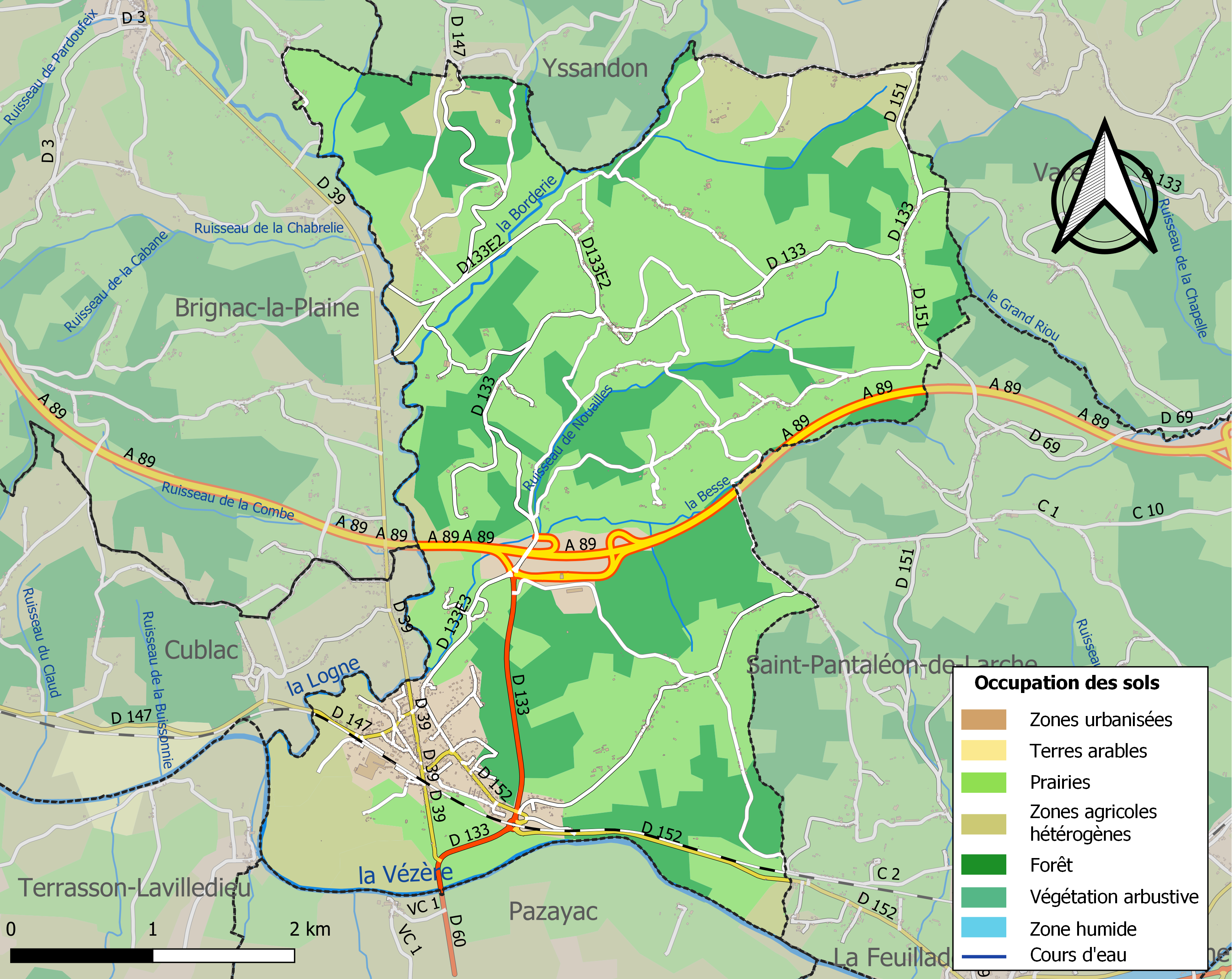

## Verkeer en vervoer
In de gemeente ligt spoorwegstation La Rivière-de-Mansac.

## Demografie
Onderstaande figuur toont het verloop van het inwonertal (bron: INSEE-tellingen).